# Всемирная монархия
Всемирная монархия — конечная цель идеи объединения (первоначально — посредством завоевания) возможно большего числа (в идеале — всех) народов под общей государственной монархической властью, для установления мира и законного порядка в возможно широких пределах (в идеале — на всей Земле).
В древнем мире существовал ряд могущественных монархий: Ассиро-Вавилонская, Мидо-Персидская, Македонско-эллинская и Римская. Надписи ассирийских и персидских царей свидетельствуют, что эти завоеватели считали своим высшим призванием покорять все народы для установления мира и порядка на Земле, хотя представления их об этой задаче и о средствах к её исполнению были слишком просты. Более сложными и плодотворными являются всемирно-исторические замыслы Македонской монархии, которая опиралась на высшую силу эллинской образованности, глубоко и прочно проникшей в завоёванный восточный мир. Полной ясности идея всемирной монархии достигает у римлян, веривших в своё призвание покорить Вселенную под власть одного закона и права.
С появлением христианства сознание единства человеческого рода углубилось и одухотворилось; была поставлена новая задача — объединить человечество изнутри, в духе и истине. Ввиду отдалённости осуществления этой задачи и продолжающихся между народами конфликтов, интерес к внешнему политическому единству сохранялся и в христианском мире. Новые попытки создания всемирной монархии, основанные на внешнем механическом соединении христианских начал с древнеримскими, не могли имели успеха; даже в территориальном отношении они были далеки от Римской империи. Тем не менее, начиная с Данте Алигьери и заканчаивая пангерманизмом и панславизмом, идея всемирной монархии продолжала иметь сторонников.
В Средние века Священная Римская империя рассматривалась как попытка реализации идеи всемирной монархии.
Средневековые мыслители выступали за мировое правительство во главе с единым монархом, который обладал бы верховной властью над другими правителями.
Итальянский поэт, философ и государственный деятель Данте Алигьери сформулировал христианский идеал человеческого единства и его выражение через мировую монархию. В своей работе «Пир» («Convivio») Данте утверждал, что войны и их причины были бы устранены, если бы вся земля и всё, чем могут владеть люди, находилось бы под властью монархии, то есть одного правительства под управлением одного правителя. Поскольку этот правитель владел бы всем, он не пожелал бы владеть чем-либо ещё, и, таким образом, он будет удерживать королей в границах их королевств и поддерживать мир между ними.
В политическом трактате «О монархии» («De Monarchia») (1312—1313), развивающем идею универсальной монархии, Данте опирается на Аристотеля, чтобы доказать, что человеческое единство проистекает из общей цели, стремлении или назначения, чтобы полностью и постоянно развивать и реализовывать особый интеллектуальный потенциал человечества. Данте утверждает, что мирное сосуществование является жизненно важным условием для достижения этой цели, а мир не может поддерживаться, если человечество разделено. Подобно тому, как «всякое царство, разделившееся само в себе, опустее» (Лука 11:17), поскольку человечество разделяет одну цель, должен быть один человек, который направляет и правит человечеством.
Когда неизбежно возникают конфликты между двумя равными правителями, должна быть третья сторона с более широкой юрисдикцией, которая имеет над ними обоими законную власть. Человечество, подчинённое мировому монарху будет подобно Богу, отражая принцип цельности или единства, высшим примером которого является Бог. Данте завершает свой трактат, превознося Римскую империю как часть Божьего провидения.
Идея объединения человечества под властью одной империи или монарха стала привлекательной к XVII веку, когда в Европе закрепилась система Вестфальская система международных отношений (после 1648). В то же время столкновения европейцев с неевропейскими народами усилили европейские политические амбиции, основанные на принципе продвижения цивилизации как организующей основы для легитимации европейской имперской и колониальной экспансии в другие части света.
Основываясь на идеях универсального разума и человеческого единства прусский философ Иммануил Кант предполагал создание мировой республики, в которой свободные и равные индивиды достигли бы состояния правового общества, рассматриваемого как идеальный конец человеческой истории. Однако в современных условиях, по мнению Канта, идея мировой республики не может быть реализована. Для достижения вечного мира в нынешних условиях существования отдельных, но взаимосвязанных государств Кант предлагал создание мировой федерации государств. Кант был против мировой монархии из-за опасения возникновения как всемогущей, так и бессильной власти. Мировое управление не должно порождать тиранию, способную заставить всё человечество служить своим интересам, противодействие которой приведёт к непрекращающимся и неразрешимым гражданским войнам. Мировой деспотичный монарх в философии Канта эквивалентен глобальному анархическому состоянию природы, которое рассматривается как предельная антиутопия. Кроме того, неизбежная удалённость глобальной политической власти от граждан ослабила бы действие законов.
Идею «всемирной монархии» разделял Наполеон, который считал себя истинным преемником Карла Великого.